# FK Vorskla Poltava
FK Vorskla Poltava (ukrainska: ФК «Во́рскла» Полтава) är en ukrainsk fotbollsklubb från Poltava. Klubben spelar för närvarande i ukrainska ligan (Premjer-liha).

## Placering tidigare säsonger
| Säsong  | Nivå | Liga         | Placering | Referens | Notering                           |
| ------- | ---- | ------------ | --------- | -------- | ---------------------------------- |
| 2015/16 | 1    | Premjer-liha | 5         | [ 1 ]    |                                    |
| 2016/17 | 1    | Premjer-liha | 7         | [ 2 ]    |                                    |
| 2017/18 | 1    | Premjer-liha | 3         | [ 3 ]    |                                    |
| 2018/19 | 1    | Premjer-liha | 7         | [ 4 ]    |                                    |
| 2019/20 | 1    | Premjer-liha | 10        | [ 5 ]    |                                    |
| 2020/21 | 1    | Premjer-liha | 5         | [ 6 ]    |                                    |
| 2021/22 | 1    | Premjer-liha | x         | [ 7 ]    | Rysslands invasion av Ukraina 2022 |
| 2022/23 | 1    | Premjer-liha | 5         |          |                                    |

## Lagets moderna historia
För FK Vorskla började säsongen 2013/14  med valet av en ny huvudtränare, nämligen lagveteranen och den lokala fotbollsstjärnan Vasily Sachko. Under säsongen 2014/2015 kvalificerade sig klubben under hans ledning till Europa League. 2016 fick Vorskla återigen chansen att spela i Europa League. Laget förlorade mot Lokomotiv  Zagreb i öppningsrundan efter två matcher. Under säsongen 2017/2018 slutade laget på tredje plats och vann bronsmedaljerna i ukrainska Premier League.